# Arthur Kaufmann
Pour les articles homonymes, voir Arthur Kaufmann (peintre) et Kaufmann.
Arthur Kaufmann est un juriste et  joueur d'échecs viennois, né le 4 avril 1872 à Iași et mort le 25 juillet 1938 à Vienne, qui remporta des matchs contre Richard Réti et Xavier Tartakover pendant la Première Guerre mondiale.

## Vie
Kaufmann était le deuxième fils d’une famille juive de marchands aisés à Iasi. Déjà très jeune il s'est installé à Vienne avec sa mère, son frère et sa sœur. Étudiant en droit à l’Université de Vienne, il obtient un doctorat en 1896. Pendant une période courte, il a travaillé comme juriste stagiaire, mais sa fortune lui permettait de vivre comme homme de lettres et rentier.
Il se considérait principalement comme philosophe. Il avait pour projet de produire une grande œuvre philosophique, sur laquelle il a travaillé pendant de longues années. Au centre de son intérêt se trouvaient Kant et Goethe. Aucun de ses manuscrits n'a été édité. Un essai sur la théorie de la relativité d’Einstein a été sa seule publication. Un conte philosophique qu'il était en train d'écrire a disparu de même que tous ses œuvres écrites.
Kaufmann fréquentait régulièrement le „Wiener Schachklub“, et il a gagné une réputation internationale comme joueur d’échecs. Pour des raisons inconnues il a cessé de jouer aux échecs en 1917. Avec son meilleur score historique : Elo de 2637, il se plaçait au huitième rang de la liste mondiale en janvier 1917.
Une amitié étroite le liait au célèbre auteur Autrichien Arthur Schnitzler. Dans son journal, Schnitzler notait ses rencontres avec Kaufmann et à plusieurs reprises il a exprimé son profond respect pour sa personnalité. Dans son testament, Schnitzler l'a désigné à côté de Richard Beer-Hofmann comme conseiller de son fils Heinrich pour toutes les questions en connexion avec ses œuvres posthumes. Les papiers de Schnitzler, le journal et les lettres, constituent la source la plus importante sur la vie et les pensées de Kaufmann.
La Première Guerre mondiale (1914–18 ) priva Kaufmann de toute sa fortune. En 1918/19 Kaufmann et sa sœur vécurent à Mariazell, puis (1920–22) à Altaussee, parce que la vie à la campagne était moins chère que dans la capitale. À partir de 1923 Kaufmann vécut pendant à peu près dix ans chez la famille d’un grand industriel, Wilhelm Gutmann, dans son château de Würting près de Lambach en Haute-Autriche. (Le fondateur de l’Union Pan-Europe, Richard Nikolaus Coudenhove-Kalergi, jouissait également de cette hospitalité extraordinaire). Pendant les années 1930 il était sous-locataire à Vienne, une fois de plus. 
Kaufmann est mort le 25 juillet 1938 des suites d'une crise cardiaque, selon le certificat de décès. Il fut enterré au cimetière Israélite de Vienne mais sa tombe fut détruite pendant la Deuxième Guerre mondiale par une bombe.
Ses héritières sont les deux filles de son frère Ludwig Kaufmann, Alice Kaufmann et Sophie Kaufmann, demeurant à la rue Molitor 56 à Paris. Tous les efforts pour découvrir ses papiers posthumes ou des photos ont été vains jusqu'à ce jour.

## Carrière aux échecs
Sa carrière de joueur connut deux périodes : de 1892 à 1898 et de 1913 à 1916. Toutes ses parties furent jouées à Vienne.
Dans la première période, il fit match nul avec Georg Marco (5-5) en 1893 et disputa plusieurs tournois : il finit 5e-6e sur onze joueurs avec 11,5/23 du championnat de Vienne 1892 remporté par Adolf Albin, puis, il termina 3e-4e, ex æquo avec Carl Schlechter parmi les quinze joueurs du tournoi d'hiver de Vienne (1893-1894) avec 11,5 points sur 14 (tournoi remporté par Jacques Schwarz devant Georg Marco). En 1896, il finit deuxième sur huit joueurs  dans un tournoi à Vienne gagné par Marco. En 1898, il fut à nouveau  deuxième derrière Marco du tournoi du club de Vienne.
Kaufmann réapparut en 1911 lors d'un match Berlin-Vienne où il fit match nul avec Carl Ahues, puis en novembre-décembre 1914, il finit deuxième, avec 11 points sur 14, du tournoi mémorial Leopold Trebitsch (huit participants) remporté par Carl Schlechter. Dans ce tournoi, il devançait Rudolf Spielmann, Richard Réti et Adolf Albin de 2,5 points. En 1915, il remporta un match contre Réti 4,5 à 1,5 (+4 −1 =1. En 1916, il battit Xavier Tartakover 3 à 1 (+2 =2), fit match nul avec Milan Vidmar (3 à 3) et perdit contre Schlechter 2,5 à 3,5.

## Contributions à la théorie des ouvertures
Kaufmann a contribué à plusieurs variantes d'ouvertures, :
- dans la partie viennoise : 1. e4 e5  2. Cc3 Cf6 3. f4 d5 4. fxe5 Cxe4 5. Cf3 Fg4 6. De2
- dans la défense Petroff : 1. e4 e5 2. Cf3 Cf6 3. Cxe5 d6 4. Cf3 Cxe4 5. c4
- dans la défense berlinoise de la Partie espagnole : 1. e4 e5 2. Cf3 Cc6 3. Fb5 Cf6 4. d3 Fc5 5. Fe3.